# خوان دييغو غوتيريز
خوان دييغو غوتيريز (بالإسبانية: Milner Quispe Gutiérrez)‏ (28 أبريل 1992 بليما في بيرو - ) هو لاعب كرة قدم بيروفي في مركز الوسط. لعب مع الجامعي دي بيرو وClub Deportivo Universidad de San Martín de Porres ‏.

## وصلات خارجية
- خوان دييغو غوتيريز على موقع قاعدة بيانات كرة القدم.إي يو (الإنجليزية)
- خوان دييغو غوتيريز على موقع Soccerway.com (الإنجليزية)